# Deficiència de tiamina
Els derivats de la tiamina (vitamina B1) i els enzims que en depenen, estan presents a totes les cèl·lules del cos, per tant, una deficiència de tiamina semblaria afectar adversament tots els sistemes d'òrgans. Tot i això, el sistema nerviós i el cor són particularment sensibles a una deficiència de tiamina, a causa del seu metabolisme altament oxidatiu.
La deficiència de tiamina pot conduir a una fatiga severa dels ulls i problemes importants com ara la neurodegeneració, el desgast i la mort. La manca de tiamina pot ser causada per una malnutrició, una dieta alta en aliments rics en tiaminasa (peix cru d'aigua dolça, mariscs crus, falgueres) i/o aliments rics en factors anti-tiamina (te, cafè, nous de betel), i per greus estats de desnutrició associats a malalties cròniques, com l'alcoholisme, les malalties gastrointestinals, VIH-SIDA, i vòmits persistents. Es creu que moltes persones amb diabetis tenen una deficiència de tiamina i que això pot estar relacionat amb algunes de les complicacions que poden ocórrer.
Algunes de les síndromes conegudes causades per la deficiència de tiamina són: el beri-beri i la síndrome de Wernicke-Korsakoff, malalties també associades amb l'alcoholisme crònic.

## Síndromes associades

### Beri-beri
El beri-beri és una malaltia neurològica i cardiovascular. Les tres formes principals del trastorn són: el beri-beri sec, el beri-beri humit, i el beri-beri infantil.
- Beri-beri sec: està principalment caracteritzat per la neuropatia perifèrica, que consisteix en el deteriorament de la simetria de les funcions sensorials, motores i reflexes, afectant bàsicament les extremitats i causant flonjor de bessons.[2]
- Beri-beri humit: està associat amb la confusió mental, el desgast muscular, l'edema, la taquicàrdia, la cardiomiàlgia, i amb la insuficiència cardíaca congestiva a més de la neuropatia perifèrica.[6]
- Beri-beri infantil: apareix en nadons alletats per mares amb dèficit de tiamina (les quals poden no mostrar cap signe de deficiència de tiamina). Els nadons poden manifestar les formes cardíaca, afònica o pseudomeningítica de la malaltia. Els nadons amb beri-beri cardíac sovint presenten plors forts i penetrants, vòmits i taquicàrdia.[5] Convulsions are not uncommon, and death may ensue if thiamine is not administered promptly.[2] Les convulsions no són infreqüents, i es pot produir la mort si no s'administra tiamina ràpidament.

Durant el tractament amb tiamina es produeix una ràpida millora, en general, al cap de 24 hores. Les millores de la neuropatia perifèrica poden requerir diversos mesos de tractament amb tiamina.

### Malaltia del cervell associada a l'alcoholisme
Les cèl·lules del sistema nerviós i altres cèl·lules de suport (com les cèl·lules glials) del sistema nerviós, requereixen tiamina. Alguns exemples de trastorns neurològics que estan associats a l'abús de l'alcohol inclouen l'encefalopatia de Wernicke (WE, síndrome de Wernicke-Korsakoff) i la psicosi de Korsakoff (trastorns amnèsics) així com diferents graus de discapacitat cognitiva.
L'encefalopatia de Wernicke és la manifestació més freqüent de deficiència de tiamina en la societat occidental, tot i que també pot donar-se en pacients amb deficiències nutricionals provocades per altres causes, com la gastroenteritis, la VIH-SIDA, i l'administració imprudent de glucosa per via parenteral o per hiperalimentació sense l'adequada complementació de vitamina B. Aquest és un sorprenent trastorn neuropsiquiàtric caracteritzat per la paràlisi dels moviments oculars, per la postura i marxa anormals, i per considerables trastorns de les funcions mentals.
Els alcohòlics poden presentar deficiència de tiamina per les següents causes:
- Consum nutricional inadequat: els alcohòlics tendeixen a ingerir menys quantitat de tiamina de la que està recomanada.
- Disminució de l'absorció de tiamina al tracte gastrointestinal. En l'aguda exposició a l'alcohol, el transport actiu de tiamina als enteròcits és pertorbat.
- Disminució de les reserves hepàtiques de tiamina a causa de l'esteatosis hepàtica o fibrosis.[12]
- Deficiències en l'ús de tiamina: el magnesi, el qual és requerit en la unió de tiamina als enzims que la necessiten dins al cèl·lula, també és deficient a causa de la consumició crònica d'alcohol. L'ús ineficient de qualsevol tiamina que arriba a les cèl·lules agreujarà encara més la deficiència de tiamina.
- L'etanol per se inhibeix el transport de la tiamina en el sistema gastrointestinal i bloqueja la fosforilació de la tiamina al seu cofactor (ThDP).[13]

La psicosi de Korsakoff es considera que, en general, té lloc amb el deteriorament de la funció cerebral en pacients amb diagnòstic inicial de WE. Aquesta és una síndrome caracteritzada per amnèsia retrògrada i anterògrada, deteriorament de les funcions conceptuals i disminució de l'espontaneïtat i la iniciativa.
Després d'una millora en la nutrició i de l'eliminació del consum d'alcohol, alguns deterioraments relacionats amb la deficiència de tiamina s'inverteixen; en particular, el baix funcionament cerebral, tot i que en casos més greus, la síndrome de Wernicke-Korsakoff deixa danys permanents.

### Deficiència de tiamina en aus de corral
Com que la majoria dels pinsos utilitzats en les dietes d'aus de corral contenen quantitats suficients de vitamines per satisfer les necessitats d'aquesta espècie, les deficiències en aquesta vitamina no es produeixen en dietes comercials. Aquesta era, si més no, l'opinió en la dècada de 1960.

Els pollastres adults mostren signes tres setmanes després d'haver estat alimentats amb una dieta deficient. En els pollastres joves, els signes poden aparèixer abans de les 2 setmanes d'edat.
L'inici és sobtat en pollastres joves. Apareix anorèxia i una manera inestable de caminar. Més tard, apareixen signes locomotors, començant amb una paràlisi aparent dels músculs flexors dels dits dels peus. La posició característica s'anomena “observant les estrelles”, és a dir, una gallina asseguda sobre les seves sofrages i el cap en posició d'opistòton.
La resposta a l'administració de la vitamina és bastant ràpida, unes poques hores després d'aquesta.
Els diagnòstics diferencials inclouen la deficiència de riboflavina i l'encefalomielitis aviar. En la deficiència de riboflavina, els “dits dels peus ondulats” són un símptoma característic. El tremolor muscular és típic de l'encefalomielitis aviar. Un diagnòstic terapèutic pot ser probat per suplements de tiamina únicament en l'ocell afectat. Si els animals no responen en poques hores, la deficiència de tiamina pot ser descartada.

### Deficiència de tiamina en remugants
La polioencefalomalàcia (PEM) és el trastorn per deficiència de tiamina més comú en animals joves remugants i noregumants. Els símptomes del PEM inclouen una intensa, però transitòria, diarrea, llanguiment, moviments circulars, observar les estrelles o opistòton (cap tirat enrere sobre el coll), i tremolors musculars. La causa més comuna és una alimentació alta en carbohidrats, que conduiex a la proliferació de bacteris productors de la tiaminasa; tot i que la ingesta de tiaminasa sintètica (per exemple, en la falguera mascle), o la inhibició de l'absorció de la tiamina per una alta ingesta de sofre, també són possibles. Una altra causa de PEM és la infecció per Clostridium sporogenes o Bacillus aneurinolyticus. Aquests bacteris produeixen tiaminases, que causaran una deficiència aguda de tiamina en l'animal afectat.

### Paràlisi idiopàtica en ocells salvatges
Últimament, la deficiència de tiamina ha estat identificada com a causa de la malaltia paralitzadora que afecta els ocells salvatges de l'àrea del mar Bàltic, descoberta l'any 1982. En aquest cas, existeixen dificultats per a mantenir les ales plegades al costat del cos en repòs, pèrdua de l'habilitat de volar i en la veu, amb paràlisis eventuals de les ales, cames i la mort. Afecta principalment ocells de 0.5-1 kg com el gavià argentat de potes roses (Larus argentatus), l'estornell vulgar (Sturnus vulgaris) i l'èider comú (Somateria mollissima). Algunes investigacions han assenyalat que, “Atès que les espècies investigades ocupen una gran varietat de nínxols ecològics i posicions en la cadena alimentària, estem oberts a la possibilitat que altres classes d'animals puguin patir també la deficiència de tiamina.”p. 12006

## Diagnòstic
Una prova de diagnòstic positiva per a la deficiència de tiamina pot ser determinada mesurant l'activitat de l'enzim transcetolasa en els eritròcits (Assaig d'Activació de la Transcetolasa Eritrocítica). La tiamina, així com els seus derivats fosfats, també pot ser detectada directament a la sang, als teixits, als aliments, als pinsos i als productes farmacèutics després de la conversió de la tiamina en derivats dels tiocroms fluorescents (Assaig del Tiomcrom) i separació per cromatografia líquida d'alt rendiment (HPLC). En informes recents han sorgit, com a tècniques alternatives per a la determinació i seguiment de la tiamina en mostres, una sèrie de tècniques d'Electroforesis Capil·lars (EC) i reaccions enzimàtiques dins els capil·lars.